# FK Himki
FK Himki je ruski nogometni klub iz grada Himaka. Igra u Druga divizija PFL-a, koji po rangu odgovara 3. HNL.

## Povijest
Momčad je osnovana 1996. spajanjem dvaju amaterskih klubova iz Himaka, FK Rodina i FK Novator. Novi klub Himki je ušao u amatersku ligu i odigrao svoju prvu službenu utakmicu 17. svibnja 1996.
Uz više od 150 amaterskih momčadi u natjecanju, samo pobjednici su mogli ići u višu, "Treću ligu". Himki su uspjeli, pobijedivši Energiju iz Uljanovska u završnom susretu nakon pucanja jedanaesteraca.
30. siječnja 1997. Himki su postali profesionalni klub. U regionalnom natjecanju Ruske treće lige, Himki su okončali sezonu na 2. mjestu i plasirali su se u Vtoroj divizion PFL (po rangu, kao 3. HNL).
Himki su se plasirali u Pervij divizion PFL nakon sezone 2000., ali uz malo neobičan put. Sezonu su okončali na 1. mjestu u zoni "Središnja" Vtorojeg diviziona PFL-a, ali nisu se plasirali u višu ligu, jer su u doigravanju izgubili od Severstala iz Čerepovca zbog više primljenih pogodaka kod kuće. Ipak, Severstal je odbio igrati u višoj ligi, pa je to mjesto prepušteno Himkiju.
Najveći klupski uspjeh je bio u sezoni 2005., kada su Himki ušli u završnicu ruskog kupa, gdje su izgubili u finalnom susretu protiv moćnog CSKA iz Moskve s 0:1.

### Treneri
- Vladimir Štapov (1996. – 1997.)
- Igor Bičkov (1997., privremeni)
- Ravil Sabitov (1997. – 1999., 2001. – 2002.)
- Aleksandr Piskarev (2000.)
- Viktor Papajev (2000.)
- Aleksej Petrušin (2001.)
- Sergej Derkač (2002 – 2003.)
- Dmitrij Galjamin (2003.)
- Vasily Kulkov (2004.)
- Vladimir Ševčuk (2004.)
- Pavel Jakovenko (2004 – 2005.)
- Vladimir Kazačenok (od 2006.)
- Slavoljub Muslin (2007. – 2008.)
- Sergej Juran (2008.)
- Konstantin Sarsanija (2009.)

## Poznati igrači
- Vladimir Jevgenjevič Besčastnyh, najbolji strijelac ruske reprezentacije do 2006. godine
- Andrej Valerijevič Tihonov, ruski reprezentativac, igrač sredine terena
- Roman Berezovski, armenski reprezentativac, najbolji vratar u Rusiji u 2. polovici 1990-ih

## Hrvati u Himkiju
- Mate Dragičević
- Dragan Blatnjak

- Stjepko Skreblin – fizioterapeut od 2003.

## Vanjske poveznice
- www.fckhimki.ru Službene stranice (rus.)
- Povijest na KLISF-u